# Серебрянский, Юрий Юрьевич
Юрий Юрьевич Серебрянский (род. 5 августа 1975, Алма-Ата) — писатель польского происхождения из Казахстана.

## Биография
Родился в семье советских инженеров — геологов. Окончил в 1997 году Казахский национальный университет имени аль-Фараби по специальности химик- эколог. Некоторое время работал в Министерстве охраны окружающей среды и природных ресурсов Республики Казахстан, а также в программах развития ООН в качестве эксперта международного экологического законодательства. Покинул должность по собственному признанию в одном из интервью «устав от бесполезной бумажной работы». Позже занимался журналистикой и частным предпринимательством. Участвовал в форумах молодых писателей в Липках в 2006 и 2008 годах. Окончил Варминьско-Мазурский университет в городе Ольштын, специалист по межкультурным отношениям, лингвист, защитил диссертацию на тему "Русский язык в иноэтничном пространстве. На примере современной Польши", PhD.
Лауреат государственной премии 2023 года за роман "Алтыншаш", дважды лауреат «Русской премии» в номинации «малая проза» в 2010 году за повесть «Destination. Дорожная пастораль», в 2014 году за повесть «Пражаки». Лауреат национальной премии "Алтын Калам" за повесть "Черная звезда". В 2023 году награжден орденом "Құрмет" как писатель и культуролог. 
С 2012 года редактор журнала польской диаспоры в Казахстане «Ałmatyński Kurier Polonijny».
В качестве журналиста и эссеиста сотрудничает с изданиями в Казахстане, в России, в Польше и США.
С 2009 по 2019 годы преподаватель Открытой Литературной Школы Алматы .
С 2016 по 2018 годы главный редактор издания Esquire Kazkahstan.
С 2018 по 2023 годы редактор раздела прозы журнала Лиterraтура.
Почетный участник международной писательской программы IWP 2017 в городе Айова-сити, штат Айова. Член Казахского Пен-клуба с 2017 года. Состоит в Союзе писателей Республики Казахстан. В 2020 году принят в Товарищество литературных переводчиков Польши в качестве кандидата.
Как прозаик
и поэт публикуется в литературных
журналах «Простор», «Книголюб»,
Казахстан. «Дружба народов», «Знамя»,
«Воздух», «Новый мир», «День и ночь», «Артикуляция», «Новая юность»,
«Пролог», «Юность», «Новая реальность», Россия.
В электронных литературных журналах «Лиterraтура», Polutоna.ru, Фомаслов, ROAR.  
В переводе на английский, польский и испанский языки в американских журналах Barzakh, Symposeum, в польском журнале Czas literatury и в чилийском Altazor. 
Повесть «Пражаки» включена в программу открытой международной олимпиады школьников по русскому языку «Светозар». 
Проза включена в казахстанскую хрестоматию для школьников "Моя родина Казахстан". 
Публиковался в американских сборниках и антологиях Stalinism in Kazakhstan, издательства Rowland, Tulips in Bloom: An Anthology of Modern Central Asian Literature, издательства Palgrave Macmillan, Home/Land/S: An International Symposium. 
В 2013 году организаторами премии в Казахстане номинирован и получил международную награду Fashion TV Award, на «кристалле» указана формулировка «Литературное открытие».
в 2011 году Юрий Серебрянский получил «Русскую премию» в качестве казахстанского писателя, а в 2014 году в качестве писателя из Польши.
В одном из интервью автор указывает, что «повесть „Пражаки“ была написана во время пребывания в Польше, но книга о Казахстане, и, хотелось, чтобы она пришла извне». В некоторых источниках российской прессы автор был указан как польский писатель. С 2019 года публикует научные статьи в области исследований культурологии и лингвистики.
В декабре 2022 года принял участие в конференции TEDx Astana на тему статуса русского языка в Казахстане, на которой заявил, что будучи этническим поляком и носителем русского языка, родившимся и выросшим в Казахстане, не может полностью отнести себя ни к польской, ни к русской культуре. Его идентичность сформирована уникальной полиэтничной средой Казахстана. Выражает мнение и существовании казахстанского варианта русского языка. Русский язык в Казахстане развивается самостоятельно, вбирая в себя заимствования из казахского языка (например, «аким», «тенге», «той»), что делает его уникальным.

## Творчество
В творчестве важным аспектом является рефлексия на темы идентичности. «Роль русского языка также изменилась в курсе работ Серебрянского. В то время как его ранний лирический герой сталкивается с проблемой „на каком языке жить“, вопрос использования русского языка не фокусируется на уровне контекста в позднее написанных текстах. Использование Серебрянским русского (и его существование в качестве русофонного автора) позволяет ему достичь глобальной аудитории, но также и говорить о сложности казахстанской идентичности в виде, понятном и принимаемом другими казахстанцами. Благодаря переводу некоторых его более поздних работ на казахский, авторский месседж становится доступен и казахоязычной аудитории. Таким образом, Серебрянский может быть полифоничной фигурой и создавать полифоничные произведения, которые по-разному находят отклик во многих мультикультурных контекстах, при этом пишет он преимущественно на русском языке», Нина Фриесс.

## Книги
«Мой Караваджо», повесть, рассказы — издательство Искандер, Алматы, 2006.
«Рукопись, найденная в затылке» Книга стихотворений — издательство СаГа, Алматы, 2010.
«Destination». Дорожная пастораль Повесть. — издательство «СаГа», Алматы, 2011.
Новая Литературна карта.
«Казахстанские сказки», проза — издательство «Аруна», Алматы, 2017.
«Чёрная звезда», роман-сказка (в соавторстве с Бахытжаном Момышулы) — «издательство Книжный клуб», Алматы, 2019.
«Книга о вкусной и здоровой казахстанской литературе», — сборник эссе и интервью казахстанских писателей — Фонд «Сорос — Казахстан», Алматы, 2020.
«Проза», книга стихотворений, — Free Poetry, Самара, 2021.
«Трамваи ходят по расписанию» —  сборник прозы, публиковавшейся в Казахстане, США, России, Швейцарии и Чехии с 2018 по 2023 годы. Друкарський двір Олега Федорова», серия Библиотека журнала «Крещатик», Киев, 2024 год. Книга в библиотеке «Вторая литература» : Электронный архив зарубежья имени Андрея Синявского 
«Алтыншаш», роман, — издательство "Меломан", Алматы, 2024. Государственная премия Ассамблеи Республики Казахстан 2023 года за лучшая работа в области литературы по укреплению межкультурного и межэтнического единства. 
«Buddha», сборник стихотворений, Chair Poetry Books, Калькутта, 2024. Стихотворения в переводах на английский язык Антона Платонова, Ариадны Линн, Елены Давыдовой и Джона Уотера.   

## Публикации
Журнал «День и ночь», № 5 за 2010 г. «Я поднял камень.»
Журнал «Дружба Народов», № 8 за 2010 г. «Destination». Дорожная пастораль
Журнал «Дружба Народов», № 3 за	2012 г. «Труба». Короткая повесть
Журнал «Новая Юность», № 3(108) за 2012 г. «Сквозь стекло». 
Журнал «Знамя»,	№ 6 за 2013 г. «Гид из Таиланда». Стихи
Журнал «Дружба Народов», № 9 за	2014 г. «Пражаки». Повесть
Журнал «Дружба Народов», № 11, 12 за 2018 г. Алтыншаш 
Журнал "Волга", № 7, 2023 "Бася" 

## Литературные награды
«Русская премия» 2010 год. Номинация «малая проза» 1 степени за повесть «Destination. Дорожная пастораль»
«Русская премия» 2014 год. Номинация «малая проза» 1 степени за повесть «Пражаки».
Национальная литературная премия "Алтын калам" за роман-сказку "Черная звезда", написанный в соавторстве с Бахытжаном Момышулы. Номинация "Кiтап лайк (выбор читателей)". 2020 год. 
Медаль Казахского Пен-клуба.
Государственная премия Республики Казахстан за лучшие работы в области литературы и журналистики по укреплению межкультурного и межэтнического согласия, роман "Алтыншаш". 

## Интервью
«Русский язык — это всё, что у меня есть» Информационно-аналитический центр МГУ.
"Цифровой кочевник", журнал "Волга", № 7, 2023.